# Santiago Nonualco
Santiago Nonualco ist ein Municipio in El Salvador im Departamento La Páz. Es liegt 48 Kilometer von San Salvador entfernt.

## Geschichte
Nonualco bedeutet auf Nahuat Stamm der Stummen. Das Departamento La Páz war das Land der Nonualcobruderschaft. Dieses erstreckte sich zwischen dem Río Lempa  und Río Jiboa und im Südosten von der Kordillere der Tepezontes  und dem Chichontepec (Vulkan von San Vicente) Santiago Nonualco wurde als koloniales Pueblo de Indios gegründet. Die Nachbarorte sind ebenfalls nach Aposteln benannt: San Juan Nonualco und San Pedro Nonualco. Es gibt eine Cedulación (Ejidozuweisung) von 1745.
Anfang 1833 besetzte die Gemeinde das benachbarte San Vicente, aus Protest gegen die Einführung von Grund- und Einkommensteuer. Der Tayte der Nonualco war damals Anastasio Mártir Aquino San Carlos. Der Protest wurde von Regierungstruppen blutig erstickt.
Am 10. Dezember 1840 protestierte der Ort unter der Leitung Petronilo Castro erneut, worauf die Regierung von Norberto Ramírez Áreas den Protest von ihren Truppen niederschlagen ließ.
Zum Municipio wurde der Ort 1920 aufgewertet. In Santiago Nonualco haben sich indigene Bräuche, wie der danza del Tigre y el Venado, erhalten.

## Wirtschaft
Santiago Nonualco ist auch für salvadorenische Verhältnisse eine arme Stadt. Es werden Zuckerrohr und Grundnahrungsmittel angebaut, es wird Rinderzucht betrieben und Zuckersirupstücke und Zuckerhüte hergestellt. Das Arbeitsangebot bei der Zafra ist gering und wird gering bezahlt.
Es gibt einen kleinen Zentralmarkt, ein paar bescheidene Läden, Comedores (Lokale), Bars, Ärzte, Apotheken, ein paar Zahnärzte (komplementär zur Zuckerproduktion), Casa de Credito, ein paar Rechtsanwälte. Fabriken sind 25 Busminuten in der Nähe des Flughafens Comalapa, bei El Pedregal entfernt.

## Persönlichkeiten
- Francisco Funes (* 1950), Radrennfahrer